# Den kreativa revolutionen
Den kreativa revolutionen (på engelska The Creative Revolution) kallas den förändring som ägde rum inom reklamvärlden i USA under 1950- och 1960-talen. Förändringen markerades genom nya arbetssätt, nya uttryckssätt i reklamen och att personer som tidigare varit utestängda kom in i branschen. Epicentrum för den kreativa revolutionen var New York och byrån Doyle, Dane, Bernbach (idag DDB Worldwide). 

## Bakgrund
Reklamvärlden i USA dominerades fram till 1950-talet av kostymklädda män med samma sociala bakgrund, i regel hade man gått på samma elitskolor (Ivy League) och kunde inordnas i begreppet White Anglo-Saxon Protestant. Under 1950-talet skedde stegvisa ändringar som under 1960-talet utmynnade i en kreativ revolution. I en tid av förändring och där unga ur "Babyboomer-generationen" tog större plats kom nya unga art directors och copywriters med olika bakgrund fram i New Yorks reklamvärld – det var talang som räknades och inte bakgrund. 

## Historia
Bill Bernbach var en föregångare på området och började para ihop art directors med copywriters, då en nyhet i reklamvärlden. Nu började de tidigare tydliga rollerna att delvis suddas ut. Det medförde även en mer informell atmosfär och arbetsmiljö som skulle öka kreativiteten. Arbetet kännetecknas av enkelhet, som i kampanjerna för Volkswagen. DDB och Bernbach blev under 1960-talet mycket uppmärksammade för sin kampanj för Volkswagen Think Small  och Lemon  med copy av Julian Koenig. Kampanjen har rankats som den bästa reklamkampanjen under 1900-talet av Ad Age. I Chicago kom Leo Burnett att spela en liknande roll. DDB och Bernbach kom att få en rad efterföljare som arbetade efter liknande koncept. Ett exempel är Mary Wells Lawrence som efter sin tid på DDB grundade Wells Rich Greene med framgångsrika kampanjer för Braniff, Alka-Seltzer och American Motors.

### Fotnoter
1. ↑  ”Origin Story” (på engelska). This American Life. http://www.thisamericanlife.org/radio-archives/episode/383/Origin-Story. Läst 20 augusti 2017.
2. ↑  ”Ad Age Advertising Century: The Top 100 Campaigns” (på engelska). Arkiverad från originalet den 11 maj 2011. https://web.archive.org/web/20110511185517/http://adage.com/century/campaigns.html. Läst 20 augusti 2017.

### Webbkällor
- History of Advertising: The Creative Revolution
- Ad Age Advertising Century: The Greatest Icon
- Advertising Legends – Bill Bernbach
- Writing for Designers: Lemon